# Vフォー・ヴェンデッタ
『Vフォー・ヴェンデッタ』 (V for Vendetta) は、アラン・ムーアがストーリーを担当し、デヴィッド・ロイドがアートを（ほぼ全て）担当したグラフィックノベル。陰惨な近未来のイギリスの社会を舞台に、全体主義の政府を破壊するために暗躍する1人のアナーキスト"V"と、彼に人生を左右される人々の姿を描いている。

## 刊行の歴史

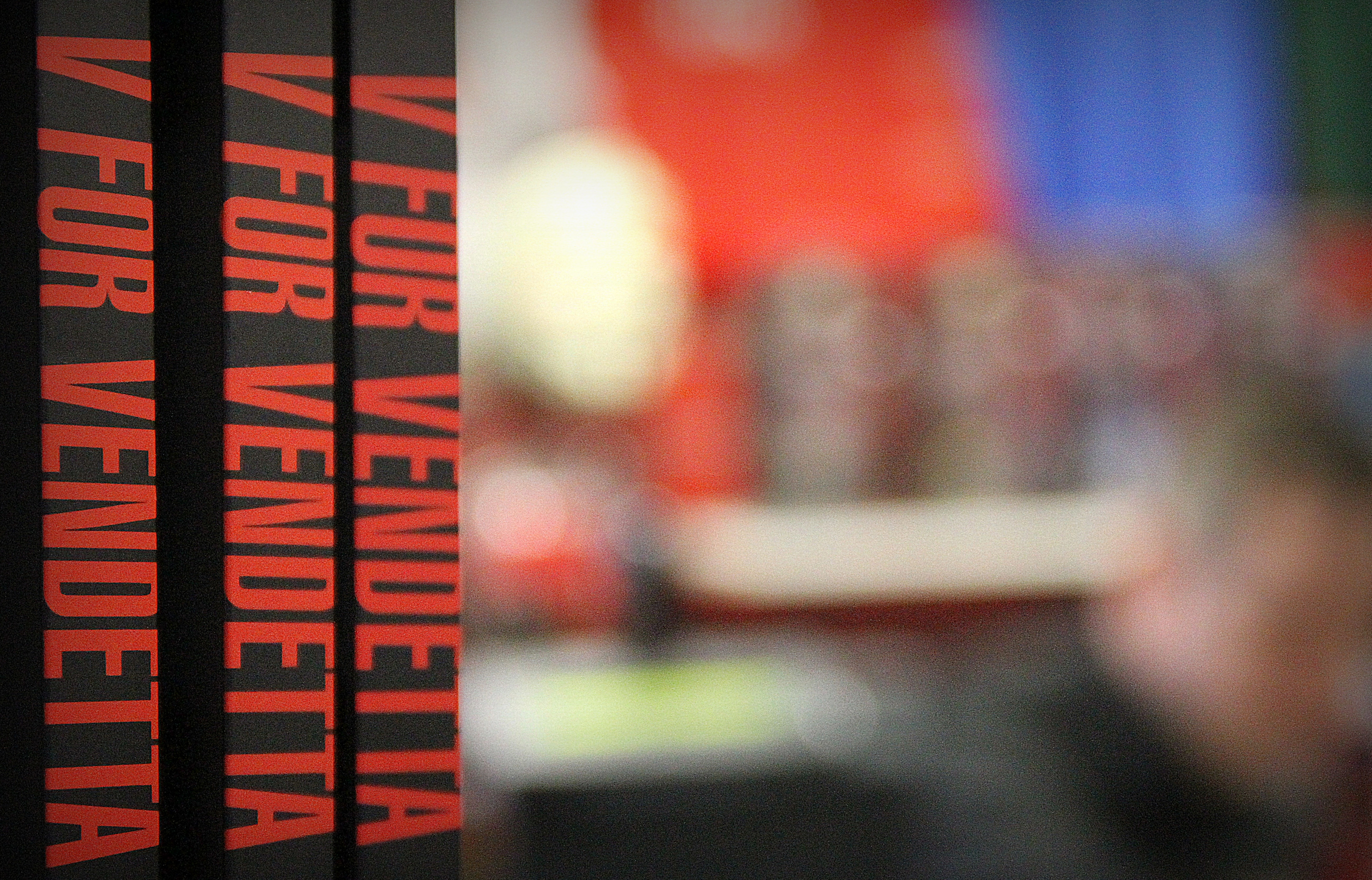
『V for Vendetta』コミック背表紙

『Vフォー・ヴェンデッタ』は当初、イギリスのコミック雑誌『ウォリアー』（Warrior (comics)）に1982年から1985年にかけて白黒の作品として連載された。なお、ムーアの初期の代表作『マーベルマン（ミラクルマン）』も同時期に連載されている。『Vフォー・ヴェンデッタ』というタイトルは編集長のデズ・スキンがつけたものだという。タイトルは「VはVendetta（復讐）のV」の意味。また主人公の"V"の外見は、近代的な警察官の制服をもとにしたデザインが予定されていたが、ロイドの発案により現代版のガイ・フォークスという姿になった。
シリーズの連載中に『ウォリアー』は1985年に廃刊になったものの、1988年にDCコミックスから今までの話がカラーとなって復刊され、さらに残りの話が追加されて全10巻のミニ・シリーズとなってストーリーは完結を迎えることとなった。現在では2つの短編とともに一冊にまとめられて出版されている。1970年代後期から1980年代にかけてのイギリスでは、前述の『マーベルマン』や『ジャッジ・ドレッド』など冷戦やサッチャー首相による強硬な政策の影響から全体主義をテーマにしたコミックが数多く生まれており、当時のイギリス国内の政治情勢はムーアの着想に影響を与えた。
コミックのスタイルとしては、ロイドの提案によりオノマトペ（擬音）が一切使用されていない。またムーアがこの作品から使いはじめた、緻密に絡み合って進んでいく複数のプロット、様々な象徴が隠されたアートのデザイン、文学からの引用や言葉遊びといった手法は、後の彼の代表作『ウォッチメン』でも多分に使われることになる。また"V"とイヴィーの関係などが『オペラ座の怪人』と似ているという指摘もある。

## 作品のテーマ

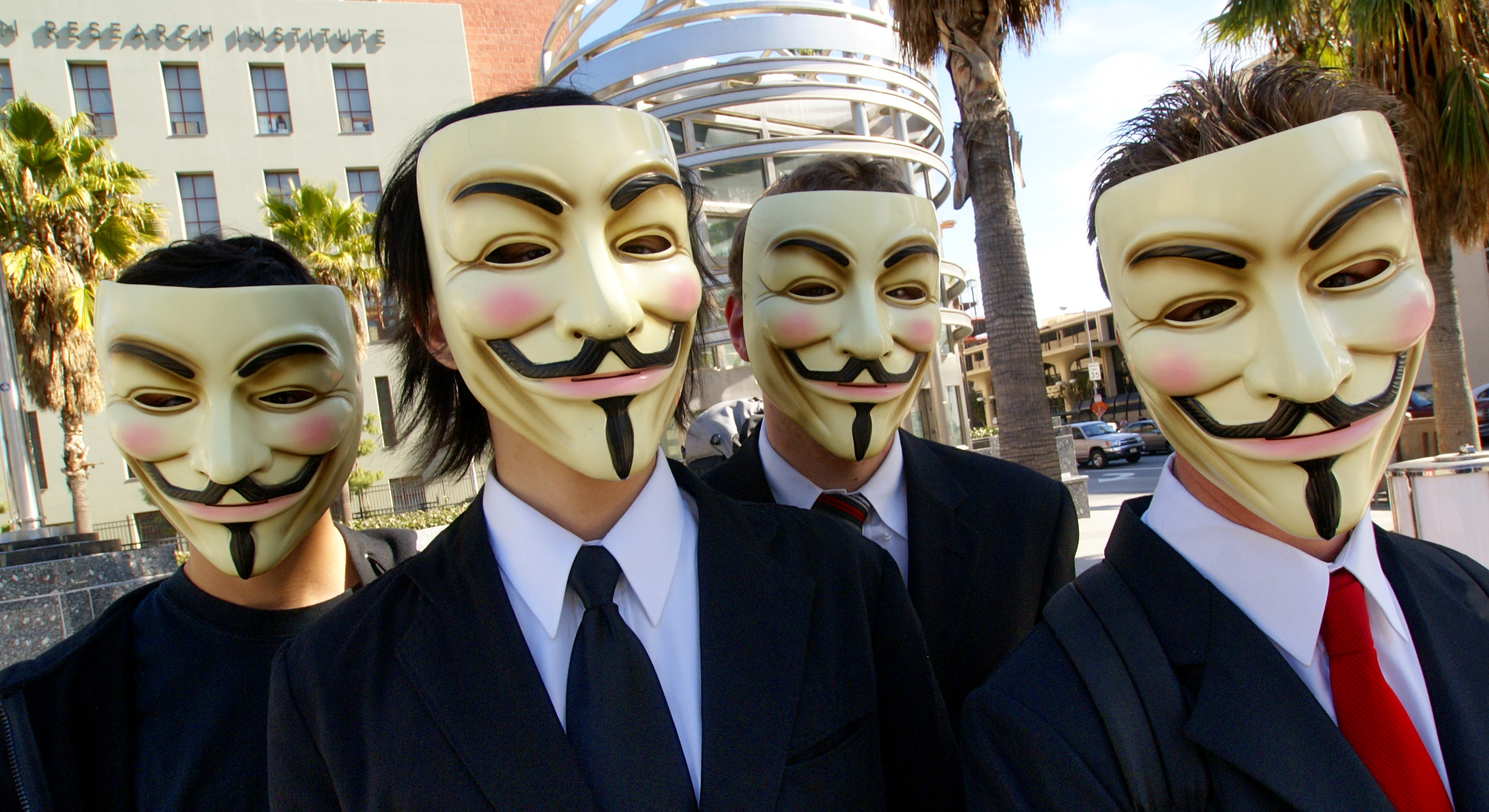
ガイ・フォークスの仮面

『Vフォー・ヴェンデッタ』における近未来のイギリスは、ヨーロッパ大陸における局地的な核戦争の結果、独裁者が政権を得て国の支配権を掌握した全体主義国家になっている。その姿はマスメディアは政府にコントロールされ、街では秘密警察が反体制言動に目を光らせ、マイノリティや同性愛者がすべて強制収容所へ送られてしまうなどナチス・ドイツのようなファシズム国家を連想させる。また、政府がテクノロジーを駆使して国民の統治を行っている点はジョージ・オーウェルが『1984年』で描いたソ連を連想させる社会主義国家に類似していることが指摘されている。このように様々な全体主義の特徴を集約した最悪の体制が描かれている。なお、監視カメラは現在と違い、この作品が発表された頃のイギリスではさほど一般的ではなかった。
ストーリーの冒頭では、国民たちは既に体制に従順になっており、マイノリティたちが全員処刑されたことによって強制収容所も閉鎖されている。しかしテロリストおよびアナーキストである謎の人物"V"がガイ・フォークスの仮面をかぶって出現する。彼はその非凡な技能を駆使して、演劇的かつ暴力的に体制を崩壊させようとするのだった。
主人公の"V"は徹底的に謎めいた存在として描かれており、彼の正体や過去は殆ど明らかにされない。彼が超人的な肉体と精神の持ち主で、かつて強制収容所に入れられていたこと、そこで人体実験を受けたらしいことなどが話中で示唆されるものの、いずれも彼の正体を明確にするようなものではない。またストーリーの大半は"V"によってではなく、彼の保護を受ける少女イヴィーや、彼を追う刑事、腐敗した政権内の官僚たちの視点を通じて語られていく。
また"V"の破壊的な活動は、必ずしも「正義」と見なされるものではない。この作品の中心的なテーマは、「崇高な目的（国の管轄であれ、個人の自由であれ）のためなら、非道な行為も正当化されるのか？」というものであり、"V"自身も単純なスーパーヒーローなどではなく、「正統なアナーキズムの推進者」および「無秩序としてのアナーキズムの推進者」そして「ステレオタイプのテロリスト」といった要素が混在したキャラクターになっている。
ストーリーではアルファベットの「V」および数字の「5」（ローマ数字では「V」）が象徴的に使用されている。例えばトマス・ピンチョンの小説『V.』が登場したり、強制収容所で"V"が入れられていたのが5号室であったり。また各章のタイトルは全て「V」から始まる言葉になっている。

## ストーリー

### 第1部 EUROPE AFTER THE REIGN
1997年11月5日（ガイ・フォークス・ナイト）のロンドン。生活苦のため売春をしようとした若き少女イヴィー・ハモンド（Evey Hammond）は、秘密警察のメンバーに声をかけたことから彼らに暴行されそうになる。しかしそこに仮面をつけた謎の男"V"が現れ、彼女を救出する。そして"V"は国会議事堂を盛大に爆破したあと、イヴィーを彼の隠れ家「シャドウ・ギャラリー」へと迎え入れる。そこで彼女は自分の過去を語り、核戦争のあとに父親が警察に連行され、いかに暮らしが苦しいものになったかを述べるのだった。
一方、政府内では、議事堂の爆破事件の調査がエドワード・フィンチという刑事と、彼の相棒ドミニクに任される。フィンチは腐敗した政権において、権力欲のためではなく秩序を愛する気持ちから政府に仕えている希有な人間だった。そして彼を通じて政権内のさまざまな人間が紹介されていく。また政府のリーダーであるアダム・スーザンが、全てを統括するコンピューター・システム「フェイト（Fate）」に異常なほど没頭する人物であることが明らかにされる。
次に裁判所を爆破した"V"は、政府のプロパガンダ放送のナレーターを務めるルイス・プロセローを誘拐し、強制収容所のセットを用いて彼を狂気に追い込む。続いて"V"は政府お抱えの聖職者であるリリマン主教、そして女医のデリア・サリッジを毒殺する。サリッジの手記を調査したフィンチは、3人の犠牲者が過去に同じ強制収容所で勤務していたこと、そして彼らのほかにも、その収容所で勤務していた者たちはすべて"V"の復讐によって死んでいるらしいことを知る。またサリッジの手記からは、"V"が強制収容所の唯一の生存者であること、彼の経歴は全くの謎であること、彼が人体実験を施され、その結果として今の人格と才能を備えるようになったらしいことが判明するのだった。

### 第2部 THIS VICIOUS CABARET
イヴィーは"V"に強く惹かれる一方で、彼の破壊的な手段などに疑念を抱くようになっていた。そしてある日、彼女は突然「シャドウ・ギャラリー」の外に連れ出され、"V"に見捨てられてしまう。その後、"V"は政府の放送センターに侵入する。彼はイギリス国民に向かって放送を行い、政府に束縛されず自らの意思で生きるように訴えかけるのだった。放送室を警察に囲まれながらも彼は脱出に成功し、フィンチは彼の調査から外される結果となる。
数か月後。イヴィーはゴードンという男性と出会い、共に暮らしていた。そしてゴードンと足を運んだナイトクラブで、彼女はローズという女性を知る。秘密警察のトップだったローズの夫は、サリッジの家で"V"に殺されたのだ。彼の死後ローズは生活苦から、クラブのダンサーとして暮らすことになり、政府に対して強い怒りを感じるようになっていた。ローズの夫の後任となったクリーディは闇社会にも支配力を持つ人物で、"V"の起こす争乱を利用してクーデターを起こし、自らが政府のリーダーになろうと画策していた。
トラブルに巻き込まれ、クリーディの部下によって殺害されるゴードン。イヴィーは銃をとって復讐を遂げようとするものの、その前に警察に捕まってしまう。彼女は独房に入れられ、頭を丸刈りにされて厳しい拷問を受けるが、独房に隠されていた手記によって勇気づけられる。手記はヴァレリーという名の女優によるもので、彼女は同性愛者だったために同じ独房に入れられ、処刑されたのだった。イヴィーは処刑されたくなければ政府に協力するように告げられるが、彼女はこれを拒否する。その瞬間、彼女は自分が解放されたことに気づく。
実は拷問は"V"の手によるもので、自分が受けたものと同じような経験を彼女にさせることで、イヴィーの精神を鍛え上げようとしたのだった。またヴァレリーが実在の人物で、強制収容所で彼の隣の独房に監禁されていた女性であり、イヴィーが読んだ手記も本物であることを"V"は告げる。彼の仕打ちに最初は怒りを感じていたイヴィーも、自分の精神が社会の束縛から自由になったことを感じとり、やがて"V"に感謝するのだった。

### 第3部 THE LAND OF DO-AS-YOU-PLEASE
1998年11月5日。"V"は政府の諜報施設を次々に爆破する。これをきっかけにロンドンでは暴動が頻発するが、これは彼の最終的な目的ではなく、ただの混沌状態であり、この後に自主的な秩序としてのアナーキズムが確立されると"V"はイヴィーに伝える。また"V"は最初から「フェイト」をコントロールしていたことが明らかになり、これがアダム・スーザンの精神をさらに不安定なものにしてしまう。
一方、フィンチは"V"がいた強制収容所の跡地へ向かい、彼の心理を理解するためにLSDを服用する。幻覚によって深い洞察力を得た彼は、「シャドウ・ギャラリー」が廃駅となった地下鉄のヴィクトリア駅にあることを突き止め、"V"と対面して彼を射撃する。「この服の下には理念しかない。理念を銃弾で殺すのは不可能だ」と"V"は語ってその場を離れるものの、彼はイヴィーの腕に抱かれて絶命する。イヴィーは"V"の仮面をとって彼の正体を知りたいと思うが、彼が本質的にどのような存在であるかを理解し、彼のスペアの衣装と仮面をまとって、新たな"V"となることを決意する。
ロンドンは混沌に包まれ、ローズはアダム・スーザンを撃ち殺して政府への復讐を遂げる。それと同時に自分の部下に殺されるクリーディ。フィンチの報告により政府は"V"が死亡したことを国民に告げるものの、群衆の前に"V"となったイヴィーが出現し、これに刺激されて大規模な暴動が発生する。"V"の最後の望み通り、イヴィーは彼の遺体を爆薬が満載された地下鉄車両に乗せ、首相官邸の下で爆発させる。そして彼女は暴徒から救い出したドミニクを「シャドウ・ギャラリー」に迎え入れ、かつて自分がされたように、"V"の理念の後継者としてドミニクの教育を開始する。
全体主義の体制が崩壊したイギリスだが、自主的な秩序がこの先訪れるのかは不明なままである。炎に包まれるロンドンを後にして、フィンチは1人で地方へ去っていくのだった。

## 書誌情報

### 日本語訳
- Vフォー・ヴェンデッタ 2006年4月21日発売[5] ISBN 978-4796870290

### 原語版
- V for Vendetta 1995年4月発売 ISBN 978-0930289522
- V for Vendetta 2008年10月発売 ISBN 978-1401208417
- Absolute V for Vendetta 2009年9月 ISBN 978-1401223618
- V for Vendetta 30th Anniversary Deluxe Edition 2018年11月発売 ISBN 978-1401285005

## 他のメディア

### 音楽
ムーアと一時期バンドを組んでいたこともある、元バウハウスのベーシストのデーヴィッド・Jは、"V"が作中で歌う曲「THIS VICIOUS CABARET」をカバーして、「V FOR VENDETTA」というEPレコードに収録した。

### 映画
2006年にはナタリー・ポートマン主演による映画版が公開された。監督はジェームズ・マクティーグで、脚本は『マトリックス』のウォシャウスキー兄弟。なお、他の彼の作品の映画化と同様に、ムーアは映画版への関与を映画版の準備段階から一切拒否している。ロイドは映画化に好意的だったという。